# X-Zone
X-Zone (エックスゾーン?) är ett TV-spel som Kemco 1992 släppte till SNES, och som spelas med ljuspistolen Super Scope.

## Handling
Spelaren antar rollen som en soldat vars utrustning har flygförmåga. Målet är att förstöra en armé av försvarsrobotar, som kontrolleras av en medvetande biodator som förklarat mänskligheten krig.

### Fotnoter
1. ↑  ”X-Zone” (på engelska). Mobygames. 11 mars 1992. http://www.mobygames.com/game/snes/x-zone. Läst 16 mars 2014.